# Nandipha Mntambo
Nandipha Mntambo (Suazilandia, 1982) es una artista sudafricana, que ha obtenido notoriedad por sus esculturas, vídeos y fotografías. Aborda la temática del cuerpo y la identidad de las mujeres y usa materiales orgánicos y naturales.

## Datos biográficos
Nandipha Mntambo nació en Suazilandia, Sur de África, en 1982. Se graduó con un Master en Bellas Artes (con distinción) en la Michaelis School of Fine Art (en:), Universidad de Ciudad del Cabo, en junio de 2007. Vive y trabaja en Sudáfrica.